# Irmgard Praetz
Irmgard Praetz   (Salzwedel, 9 d'agost de 1920 - Garching bei München, 7 de novembre de 2008) va ser una atleta alemanya, especialista en salt de llargada, que va competir durant les dècades de 1930 i 1940.
En el seu palmarès destaca un campionat nacional de llargada (1938), així com una medalla d'or al Campionat d'Europa d'atletisme de 1938, també en el salt de llargada. Després de la Segona Guerra Mundial guanyà el campionat nacional de pentatló.

## Millors marques
- Salt de llargada. 5m 88cm (1938)[3]